# Каплан, Михл
Михл Каплан (1882, Чернобыль, Киевская губерния, Российская империя, ныне Украина — 1944, Нью-Йорк, США) — американский еврейский поэт, публицист.

## Биография
Работал аптекарем. В литературе дебютировал в 1899 году публикацией стихов в газете «Дер ид». В 1912 году выпустил сборник еврейских стихов, набранных латинским шрифтом (с Берлом Ботвинником). С 1905 года — в США. Публиковал в местной прессе статьи, очерки и стихи о книгах. Собирал редкие книги и рукописи, которые в начале 1940-х годов подарил Нью-Йоркскому университету. В 1927 году 60 песен были переведены на английский язык и опубликованы отдельным изданием.

## Сочинения
- А фидл / Скрипка. — 1900.
- Гето-кланген / Звуки гетто. — 1910.
- Гезамлте шрифтн / . — 1947. (посмертный сборник избранных стихов, рассказов и очерков)